# Wojciech Gunia
Wojciech Gunia (ur. 1983 w Nowym Sączu) – polski pisarz, autor utworów prozą poruszających się w rejonach dziwności i grozy, także fotograf, publicysta oraz tłumacz.

## Życiorys
Literaturoznawca, absolwent Wydziału Polonistyki Uniwersytetu Jagiellońskiego.
Zadebiutował w 2013 roku w antologii Po drugiej stronie. Weird fiction po polsku.
W 2018 roku objął funkcję redaktora prowadzącego polskiego rocznika weird fiction pt. Sny umarłych.
Prowadzi bloga Labirynt z liści.
W 2021 roku zadebiutował jako fotograf. Złe wszechświaty – połączenie albumu fotograficznego i zbioru prozy poetyckiej – ukazały się nakładem Wydawnictwa IX.
Mieszkał w Krakowie i Belgradzie. Obecnie mieszka z rodziną w Warszawie.

## Charakterystyka pisarstwa
Prozę Guni zaludniają anonimowi antybohaterowie stawiani najczęściej w niemożliwych do zniesienia sytuacjach, co odzwierciedla skrajny nihilizm autora. Gunia niejednokrotnie sięga po motywy klasyków literatury absurdu: w Powrocie odnaleźć można nawiązanie do Zamku, zaś w Domu wszystkich snów pojawia się motyw z Becketta, gdzie narratorzy czekają na kogoś, kto nie nadejdzie.

## W przekładzie
W grudniu 2021 roku zadebiutował na amerykańskim rynku książkowym. Opowiadanie pt. Wojna z debiutanckiego Powrotu ukazało się w antologii Book of World Horror Stories z ramienia wydawnictwa Valancourt Books, pomieszczającej autorów literatury grozy z całego świata.

## Inspiracje
Wojciech Gunia pytany o najważniejsze inspiracje dla swojego pisarstwa, podaje Samuela Becketta, Franza Kafkę, Bruno Schulza, Stanisława Lema oraz Fernanda Pessoę. Klasycy literatury grozy – Edgar Allan Poe i H.P. Lovecraft także są dla niego ważni. Gunia także wysoko ceni opowiadania Stefana Grabińskiego, krótkie prozy Andrzeja Bursy oraz prozę poetycką Zbigniewa Herberta. Współczesny pisarz poruszający się w obszarach dziwności i grozy – Thomas Ligotti, również miał silny wpływ na prozę Gunii.
Wysoko ceni także Zagubioną autostradę Davida Lyncha
Głównymi inspiracjami dla fotografii Guni są prace Edwarda Hartwiga i Tomasza Gudzowatego.

## Twórczość

### Zbiory opowiadań
- Powrót, Agharta 2014; Wydawnictwo IX 2020[11]

- Miasto i rzeka, Dom Horroru 2017
- Dom wszystkich snów, Wydawnictwo Literate 2020

### Powieści
- Nie ma wędrowca, C&T 2016
- Dom Motta, Literate 2020 (w ramach tomu Dom wszystkich snów)[12]
- Złodzieje motyli, Alegoria 2023 (współautorstwo z Barbarą Mikulską)[13]

### Albumy fotograficzne
- Złe wszechświaty, Wydawnictwo IX 2021

### Opowiadania rozproszone
- Wieża milczenia – w antologii Maszyna. Antologia horroru industrialnego, 2017
- Zachwyt – w antologii Fantazmaty t. I, 2018
- Ogród, nocne niebo – w Fenix Antologia 2-3/2019
- Płyną – w antologii Tarnowskie Góry Fantastycznie, 2019
- Ciemność jest ogromna i cierpliwa – w antologii Ku gwiazdom, 2021.

## Recepcja i nagrody
Gunia już od momentu debiutanckiego Powrotu stał się ważnym głosem w polskiej literaturze grozy. O Powrocie Jakub Winiarski pisał: „Cóż za kosmiczna afera! Jak niebywałe pisarskie ambicje! Co za styl! Zaprawdę, powiadam wam: sięgając po Powrót Wojciecha Guni, pakujecie się w poezję, metafizykę i grozę. Nie mówcie, że nie ostrzegałem”. Dawid Kain również wyraził uznanie, pisząc: „Opowiadania Wojciecha Guni czyta się, jakby były efektem tajnej współpracy Bruno Schulza, Franza Kafki i Thomasa Ligottiego. To nastrojowa proza skupiona na sprawach ostatecznych”.
W 2017 roku za Nie ma wędrowca otrzymał nagrodę im. Stefana Grabińskiego.
W 2021 roku jako pierwszy w historii otrzymał w tym samym roku dwie najważniejsze nagrody środowiska literatury fantastycznej: nagrodę im. Macieja Parowskiego przyznawaną przez redakcję Nowej Fantastyki oraz nagrodę główną im. Jerzego Żuławskiego za "Dom Motta" (powieść w ramach tomu "Dom wszystkich snów").